# Пинъяо (уезд)
Пинъя́о (кит. упр. 平遥, пиньинь Píngyáo) — уезд городского округа Цзиньчжун провинции Шаньси (КНР).

## История
Когда царство Цинь впервые в истории объединило Китай в единую державу, то здесь был создан уезд Пинтао (平陶县).
При империи Северная Вэй из-за практики табу на имена, чтобы избежать использования табуированного иероглифа «тао» уезд был переименован в Пинъяо.
В XX веке во время войны с Японией уезд был в феврале 1938 года занят японскими войсками, и оставался под японской оккупацией вплоть до конца войны.
В 1949 году был образован Специальный район Юйцы (榆次专区), и уезд вошёл в его состав. В 1958 году Специальный район Юйцы был переименован в Специальный район Цзиньчжун (晋中专区). В 1970 году Специальный район Цзиньчжун был переименован в Округ Цзиньчжун (晋中地区).
В 1999 году постановлением Госсовета КНР были расформированы округ Цзиньчжун и город Юйцы, и образован городской округ Цзиньчжун.

## Административное деление
Уезд делится на 5 посёлков и 9 волостей.

## Достопримечательности
- В посёлке Гутао находится Древний город Пинъяо, внесённый в список Всемирного наследия ЮНЕСКО